# Griveta becnegra
La griveta becnegra (Catharus gracilirostris) és un ocell de la família dels túrdids (Turdidae).

## Hàbitat i distribució
Habita boscos, matolls i pastures de les muntanyes de Costa Rica i oest de Panamà